# HD 211415
HD 211415 — двойная звезда, которая находится в созвездии Журавль на расстоянии около 44 световых года от нас.

## История изучения
Звезда видна невооружённым глазом, поэтому её первооткрывателя трудно определить. Первые упоминания в астрономической литературе о ней появляются в каталоге Генри Дрейпера. Приблизительно в 1900 году американский астроном Антониа Маури, фотографируя спектры звёзд, занесла в каталог и данную систему под названием HDO 298 AB, впервые, таким образом, определив её двойную природу. В сентябре 2003 года астробиолог Маргарет Тёрнбулл определила данную систему как одну из наиболее подходящих кандидатов для поддержания благоприятных условий для возникновения жизни. Критерии выбора были обусловлены списком различных параметров, таких как рентгеновское излучение, вращение, спектральный класс и др.

## Характеристики
Оба компонента системы — карлики главной последовательности, по своим характеристикам близкие к нашему Солнцу. Расстояние между ними увеличилось с 31 а. е. в 1900 году до 41 а. е. в 1980 году. Среднее расстояние между компонентами равно приблизительно 46 а. е.

### HD 211415 А
Главный компонент относится к классу жёлто-оранжевых карликов, его масса приблизительно равна солнечной, а диаметр и светимость —0,86 и 1,09 солнечных соответственно. Температура поверхности звезды достигает 5925 градусов по Кельвину. Её возраст оценивается в 3,3 миллиарда лет.

### HD 211415 В
Данный, более тусклый компаньон, принадлежит к классу красных карликов. Его масса составляет менее половины массы Солнца, а диаметр и светимость — 56% и 1,8% соответственно.

## Ближайшее окружение звезды
Следующие звёздные системы находятся на расстоянии в пределах 20 световых лет от HD 211415:
| Звезда        | Спектральный класс | Расстояние, св. лет |
| CD-55 9073    | K7-M0 V            | 1,2                 |
| CP-58 8327    | G4 V               | 4,5                 |
| CP-60 7821    | K0 V               | 6,3                 |
| CD-51 12998   | K2 V               | 6,7                 |
| LTT 9012      | M3.5 V             | 7,0                 |
| CP-60 7528    | M2 V               | 7,5                 |
| L 355-62      | M1-3 V             | 7,9                 |
| L 211-59      | M4 V               | 9,0                 |
| CD-51 13128 A | M0 V               | 9,2                 |
| HR 8323       | G0-2 V             | 9,3                 |
| LHS 532       | M4 V               | 9,9                 |
| ν Индейца     | A3 V / F9-G0 V     | 14                  |
| γ Павлина     | F6-8 V             | 17                  |
| HR 209        | G1-5 IV            | 20                  |